# Francisco José Segovia Ramos
Francisco José Segovia Ramos (Granada, 9 de enero de 1962) es un escritor, funcionario y poeta granadino.
Licenciado en Derecho. Estudió en la Universidad de Granada. A partir de 2006 comienza a participar en certámenes y premios de narrativa y poesía, en los que su obra obtiene numerosos reconocimientos.
Colabora en varios periódicos y revistas literarias (Revista digital Palabras Diversas, Quimera, Saigón y otras), es miembro de la Asociación Cultural Naufragio, Lucena (Córdoba) y ha ofrecido recitales poéticos y participa en charlas-taller en bibliotecas, colegios e institutos.

## Premios
AÑO 2007: Accésit en el XI Certamen Poético “Pepa Cantarero”, Baños de la Encina, Jaén; 3er Premio en el Concurso de Relatos Víctor Chamorro, en Hervás, Cáceres; Accésit en el XI Premio de Poesía “Ateneo de Sanlúcar”, Sanlúcar de Barrameda, Cádiz; Prix d´honneur en los Premios Literarios Naji Naaman 2007, convocados por la Maison Naaman pour la Culture, Beirut, Líbano; 2º Premio en el I Concurso de Cuentos de Terror “Bacanal de Terror en Rosario, Argentina; 2º Premio en el Certamen de Relato Fantástico Gazteleku Sestao, Vizcaya.
AÑO 2008: Primer Premio en el XXXII Certamen de Cuento Bustar Viejo, Bustar Viejo, Madrid; Accésit en el XII Premio de Poesía “Ateneo de Sanlúcar”, Sanlúcar de Barrameda, Cádiz; Primer Premio en el XII Certamen de Cartas de Amor, Lepe, Huelva; Accésit en el I Certamen de Relato Corto y Cuento “Paisajes Dormidos”, Baños de la Encina, Jaén.
AÑO 2009: Primer Premio en el IV Premio “Saigón”, en la modalidad de Poesía, Lucena, Córdoba; Accésit en el VIII Certamen Poético “Ramón de Campoamor”, Navia, Asturias; 3er Premio en el XV Certamen de Relato Breve “Victoria Kent”, de Algeciras, Algeciras, Cádiz; Primer Premio en el VIII Certamen Literario “Cristo de la Nave”, en su modalidad de Relato Corto, Manzanares el Real, Madrid; Primer Premio en el 1er Certamen Internacional de Microrrelato “De 7 en 7”, Manilva, Málaga.
AÑO 2010: 2º Premio en el Concurso de Cuentos "Isabel Ovín", Carmona, Sevilla; Primer Premio en el I Certamen Literario en homenaje a Mario Benedetti, Albacete; Primer Premio en el III Certamen Nacional de Poesía Social Julia Guerra, Algeciras; 2º Premio en el IV Certamen Literario El Vedat, Torrent, Valencia, organizado por la A.VV. de El Vedat; 2º Premio en el XI Certamen de Poesía “José María Campos Giles”, Campillos Málaga.
AÑO 2011: Primer Premio en el VI Premio Saigón de Poesía, organizado por la asociación Naufragio, Lucena, Córdoba; Primer Premio en el XII Concurso de Cuentos "Saturnino Calleja", Doña Mencía, Córdoba.
AÑO 2012: Primer Premio, exaequo, del II Certamen de Cuentos “Primero de Mayo”, organizado por la Casa de los Trabajadores de Córdoba, Argentina; Primer Premio en el VII Premió Saigón, tanto en su modalidad de microrrelato como en la de poesía, Lucena, Córdoba; Primer Premio en el XIV Certamen de Poesía “José Rodríguez Dumont”, organizado por el Ayuntamiento de Órgiva, Granada.
AÑO 2013: 2º Premio en el XXII Concurso de Cuentos “Isabel Ovín”, organizado por la Asociación de Mujeres “Isabel Ovín”, y el Ayuntamiento de Carmona, Sevilla.
AÑO 2014: Primer Premio del II Certamen Internacional de Relato Corto GEEPP Ediciones, Melilla; Primer Premio en el Premio de Novela Corta de Lectura Fácil, organizado por la Agrupación de Asociaciones de Lectura Fácil y la Editorial La Mar de Fácil; Primer Premio en el IV Certamen Internacional de novela de ciencia ficción “Alternis Mundi”, organizado por el Grupo Literario Valenciano de Ciencia Ficción, Valencia; Primer Premio en el XXVII Certamen de Relato de Moriles, Córdoba; Primer Premio en el I Premio Micromegas de Libros de Relatos de Ciencia Ficción, Ediciones Irreverentes, Madrid.
AÑO 2015: Primer Premio en el XVIII Certamen Literario de Cañete de las Torres, Córdoba, en la modalidad de relato; Primer Premio en el I Certamen de relato Librum, Badajoz.
AÑO 2016: Primer Premio del IV Certamen de Relato del Festival Internacional de Cine Fantástico y de Terror La Mano, de Alcobendas; Primer Premio en el II Certamen de Relatos Dolores Ibárruri, Abanzo Ziérbana, Vizcaya; Accésit en el V Concurso Nacional de Microrrelatos de Baños de la Encina, organizado por el Ayuntamiento de Baños de la Encina, Jaén.
AÑO 2017: Finalista en el VI Premio de Novela Negra Wilkie Collins, organizado por MAR Editor, Madrid.
AÑO 2018: Segundo Premio en el XXX Certamen de Poesía de Cúllar Vega, Granada. Finalista en el XVI Certamen Nacional de Relato Caños Dorados, Fernán Núñez, Córdoba.
AÑO 2019: Segundo premio en el IV Certamen de Relato Dolores Ibárruri, La Pasionaria, organizado por el Museo de la Minería del País Vasco. Finalista en el I Certamen de Novela Corta convocado por la editorial Alma Negra. 
AÑO 2020: Premiado en el V Certamen Corcel Negro, organizado por Entrelíneas Editores, Fuenlabrada, Madrid.

## Publicaciones
Novela y narrativa
- El Aniversario. León: Hontanar, 2007
- Lo que cuentan las sombras. Valladolid: ALKAID ediciones, 2010
- Los sueños muertos. Sevilla: Premium Editorial, 2013
- Viajero de todos los mundos.  Madrid: Ediciones Irreverentes, 2014.[3]
- La Promesa. Barcelona : La Mar de Fácil, 2015
- Los Náufragos del Aurora. A Coruña: The Black House Editorial, 2015
- El Secret. Barcelona : La Mar de Fácil, 2016
- El hombre tras el monstruo. Zaragoza: Saco de Huesos Ediciones, 2017
- Donde yace el olvido, Alicante: Ojos Verdes Ediciones, 2017
- Los círculos del Infierno, Barcelona: Serial Ediciones, 2019
- Sangre Negra, Ediciones Alféizar, Valencia, 2019
- Cuatro días de julio, Sevilla, Ediciones en Huida, 2020
- El Desaparecedor, Madrid, Entrelíneas Editores, 2021
- El Enigma del Moldava, Granada, Editorial SG, 2022

Poesía
- Recital de difuntos. Sevilla: Ediciones en Huida, 2019

En formato digital:
- Ficcionario Histórico. Plataforma Lektu,[4] 2016
- El negro Sam y otros relatos. Plataforma Lektu, 2016
- Ficcionario Histórico II. Plataforma Lektu, 2017
- Álamos blancos y otros relatos. Plataforma Lektu, 2018
- Sin alma y otros relatos. Plataforma Lektu, 2019
- El verano en Lisboa y otros relatos. Plataforma Lektu, 2020.
- 101 Haikus. Plataforma Lektu, 2020.
- Plan B para acabar con la poesía. Plataforma Lektu, 2020.
- Espartaquiada, Plataforma Lektu, 2021.
- Reseñas literarias, Plataforma Lextu, 2021.
- Ciudad Vórtice, Plataforma Lektu, 2021.

## Antologías con otros autores
Es usual colaborador y participante en antologías literarias de diversos géneros literarios, entre las que cabe destacar:
- Històries de la Història. Constantí. Editorial Silva, 2006
- El más allá y otros relatos. Bilbao, Vizcaya. Ediciones Beta, 2007
- A Contrarreloj I. Sevilla. Editorial Hipálage,  2007
- Un lugar mejor y otros relatos.Bilbao, Vizcaya. Ediciones Beta, 2009
- Cryptonomikon V. Publicado por Cryptshow Festival, 2012
- 2099. Madrid. Ediciones Irreverentes, 2012
- Los mejores terrores en relatos.Madrid. MAR ediciones, 2013
- El último Borbón. Madrid. Ediciones Irreverentes, 2014
- Trabajo Incompleto. GEEPP ediciones, 2015
- Novum. Editorial Ojos Verdes Ediciones, 2016
- Rusia y la URSS en la ciencia ficción. Madrid. Ediciones Irreverentes, 2016
- Ritos de Dunwich. Editorial EDGE, 2017
- Calabazas en el Trastero, Criptozoología. Zaragoza. Saco de Huesos Ediciones, 2017
- Entre dos aguas... Paco de Lucía. Coordina Ahmed Mgara, Tetuán, Marruecos, 2018
- Antología Kaiju. Saco de Huesos ediciones, 2019.
- Tras las huellas del dragón. Alberto Santos editor, 2020.
- Sueños de la Gorgona, Serpientes, Saco de Hueso Ediciones, 2021

La información sobre su obra completa aparece en la página web de REMES, Red Mundial de Escritores en español: https://web.archive.org/web/20171011181904/http://www.redescritoresespa.com/S/segoviaR.htm (actualizada hasta 2016)

## Otras actividades
- Miembro honorífico de la Maison Naaman pour la Culture, radicada en Beirut, Líbano.
- Socio de NOCTE, Asociación española de escritores de terror, actualmente disuelta.
- Miembro de la AEFCFT, Asociación de Escritores de Fantasía, Ciencia Ficción y Terror.
- Ha dirigido y presentado el programa de Onda Maracena Radio, “Más Madera”, en Maracena, (Granada), FM 97.6.
- Exposición itinerante “Sueños perdidos”. Textos sobre óleos del pintor Juan Antonio Galindo, desde abril de 2008 a febrero de 2011, en los que se denunciaba la explotación laboral infantil en el mundo.[5]
- Firma de libros en las ferias del libro de Granada, 2014, 2016 y 2021,[6] y en las ferias del libro de Madrid, en 2015 y 2016.
- Mesa redonda en el IX Encuentro de Literatura Fantástica de Dos Hermanas, Sevilla, 2014.[7]
- Participación en las Semanas Góticas de Madrid, años 2014, 2015 y 2017.[8]
- Participación en el XIII HISPACON celebrada en Granada, España, en 2015.
- Diferentes entrevistas en medios de comunicación provinciales y nacionales.
- Colabora o ha colaborado en diferentes medios digitales de información como El Independiente de Granada, Periódico Irreverentes,[9] Priego Digital, Cabra Información y Lucena Información.
- Colaborador en Mundo Obrero Digital[10]
- Escribe o ha escrito en revistas en papel y digitales como Supraversum, Teoría Ómicron, Azahar, Aldaba, Saigón o Minatura,[11] entre otras.
- Ha dado recitales, charlas y tertulias en diferentes centros públicos de enseñanza y bibliotecas municipales.